# Short Sunderland
Шорт «Сандерленд» (англ. Short Sunderland) — британский гидросамолёт, относящийся к типу летающих лодок. Создан компанией Short Brothers.
Был одним из самых мощных и широко используемых гидросамолетов во время Второй мировой войны.
Первый полет совершил 16 октября 1937 года.

## Модификации
Sunderland Mark I
Sunderland Mark II
Sunderland Mark III
Sunderland Mark IV (Short S.45 Seaford)
Sunderland Mark V

## Тактико-технические характеристики
Приведённые характеристики соответствуют модификации Sunderland Mk.II
Источник данных: Jane's 

Технические характеристики
- Экипаж: 8—11 (два пилота, радист, штурман, бортинженер, штурман-бомбардир, 3—5 стрелков)
- Длина: 26 м
- Размах крыла: 34,39 м
- Высота: 10 м
- Площадь крыла: 138 м²
- Масса пустого: 15 663 кг
- Масса снаряжённого: 19 277 кг
- Нормальная взлётная масса: 26 332 кг (при типовой нагрузке)
- Масса полезной нагрузки: 3 205 кг
- Масса топлива во внутренних баках: 7 055 кг
- Объём топливных баков: 8 158 л
- Силовая установка: 4 × радиальных, 9-цилиндровых Bristol Pegasus XVIII
- Мощность двигателей: 4 × 1 050 л.с. (4 × 772 кВт)
- Воздушный винт: трехлопастной de Havilland

Лётные характеристики
- Максимальная скорость: 336 км/ч на 2000 м
- Крейсерская скорость: 285 км/ч на 1500 м
- Скорость сваливания: 125 км/ч
- Практическая дальность: 2 848 км
- Перегоночная дальность: 4 640 км
- Практический потолок: 4 880 м
- Скороподъёмность: 3,7 м/с
- Нагрузка на крыло: 191 кг/м²
- Тяговооружённость: 30 Вт/кг

Вооружение
- Стрелково-пушечное: 8 × 7,62 мм пулемётов в трёх башнях: 2 в носовой, 2 в верхней и 4 в хвостовой
- Боевая нагрузка: авиабомбы, глубинные бомбы, мины и т. д.

## Эксплуатанты

### Военные
Великобритания
- ВВС Великобритании: эскадрильи 88, 95, 119, 201, 202, 204, 205, 209, 210, 228, 230, 240, 246, 259, 270, 235; звено связи штаба ВВС в Ираке[3]

 Канада
- ВВС Канады: эскадрильи 422, 423

 Австралия
- ВВС Австралии: эскадрильи 10, 40, 461

 Новая Зеландия
- Королевские ВВС Новой Зеландии: эскадрильи 5 и 490
- Территориальные ВВС Новой Зеландии: эскадрилья 6

 Южно-Африканский Союз
- ВВС ЮАС: эскадрилья 35

 Норвегия
- ВВС Норвегии: эскадрилья 330, ранее в составе британских ВВС с тем же номером.

 Франция
- Авиация ВМС Франции: флотилии 1FE, 7F, 27F, эскадрильи 7FE (бывшая 343-я RAF)[4], 12S,, 50S, 53S

 Португалия
- ВВС Флота

### Гражданские
- Aerolíneas Argentinas
- Ansett (Австралия) до 10.09.1974 выполняла полёты на самолётах Sunderland и Sandringham из Роуз-Бэй (залив Порт-Джэксон на остров Лорд-Хау[5][6]
- Antilles Airboats (американские Виргинские острова)
- Aquila Airways[6]
- British Overseas Airways Corporation
- Compañía Aeronáutica Uruguaya S.A. (CAUSA)
- Compañía Argentina de Aeronavegación Dodero
- Det Norske Luftfartselskap (DNL), позже именовалась SAS
- New Zealand National Airways Corporation
- Qantas (первоначально. Queensland and Northern Territory Aerial Services)
- Trans Oceanic Airways
- TEAL (Tasman Empire Airways Ltd, Новая Зеландия)